# Myrmicaria basutorum
Myrmicaria basutorum är en myrart som beskrevs av Arnold 1960. Myrmicaria basutorum ingår i släktet Myrmicaria och familjen myror. Inga underarter finns listade i Catalogue of Life.